# 피스톤 로드

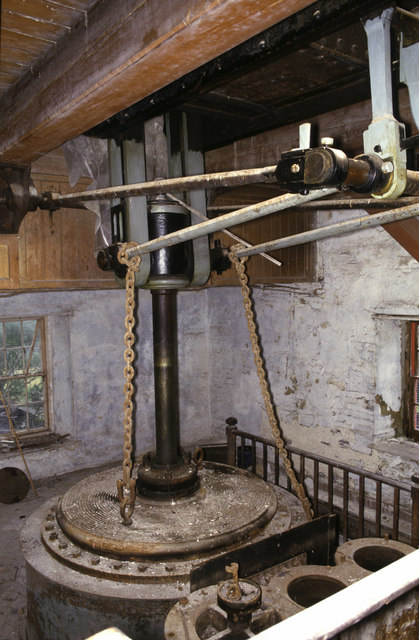

피스톤 기관에서 피스톤 로드는 크로스 헤드에 따라서(증기 기관차)크랭크 축 또는 주행바퀴를 구동하는 연결봉에 피스톤을 결합한다. 대신에 그들은 피스톤과 크로스 헤드가 그들 사이에 막대가 필요하지 않으므로 결합되어 간선 피스톤을 사용한다. 피스톤 로드 용어는 이들 엔진의 맥락에서 연결봉에 대한 대명사로 사용되어 왔다. 크로스 헤드와 엔진은 피스톤 로드를 갖추고있다. 이들은 대부분의 증기 기관차 일부 대형 선박 디젤 기관을 포함한다.

## 증기 기관

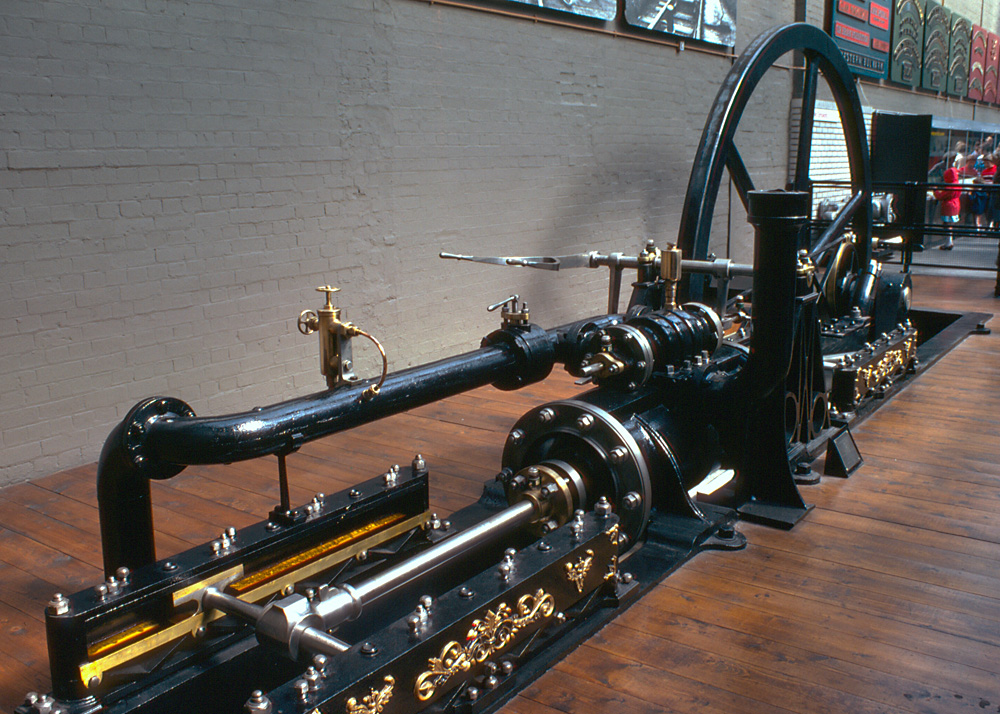

최초의 단일 작용 빔 엔진은, 하나의 전원 선이 아래쪽으로 작용했다. 그보다 피스톤 로드에 비해, 이들은 철차이를 이용했다. 피스톤은 그 테두리주위 실린더에 밀봉하지만 실린더의 상단이 열려있었다. 최초의 피스톤 로드는 단순히 위조된 긴 체인의 비용을 줄이기 위해 사용되었다. 와트의 증기기관 개발은 밀폐된 상부 실린더를 소개했다. 이제 피스톤 로드 주위에 밀봉할 장막 포장재가 필요하고, 피스톤 로드에 대해 원활하고 정확하게 가공된다. 엔진은 이 시간에 단일 정지 작용했고 막대는 여전히 긴장된 상태로 작용했다.

## 증기 기관차

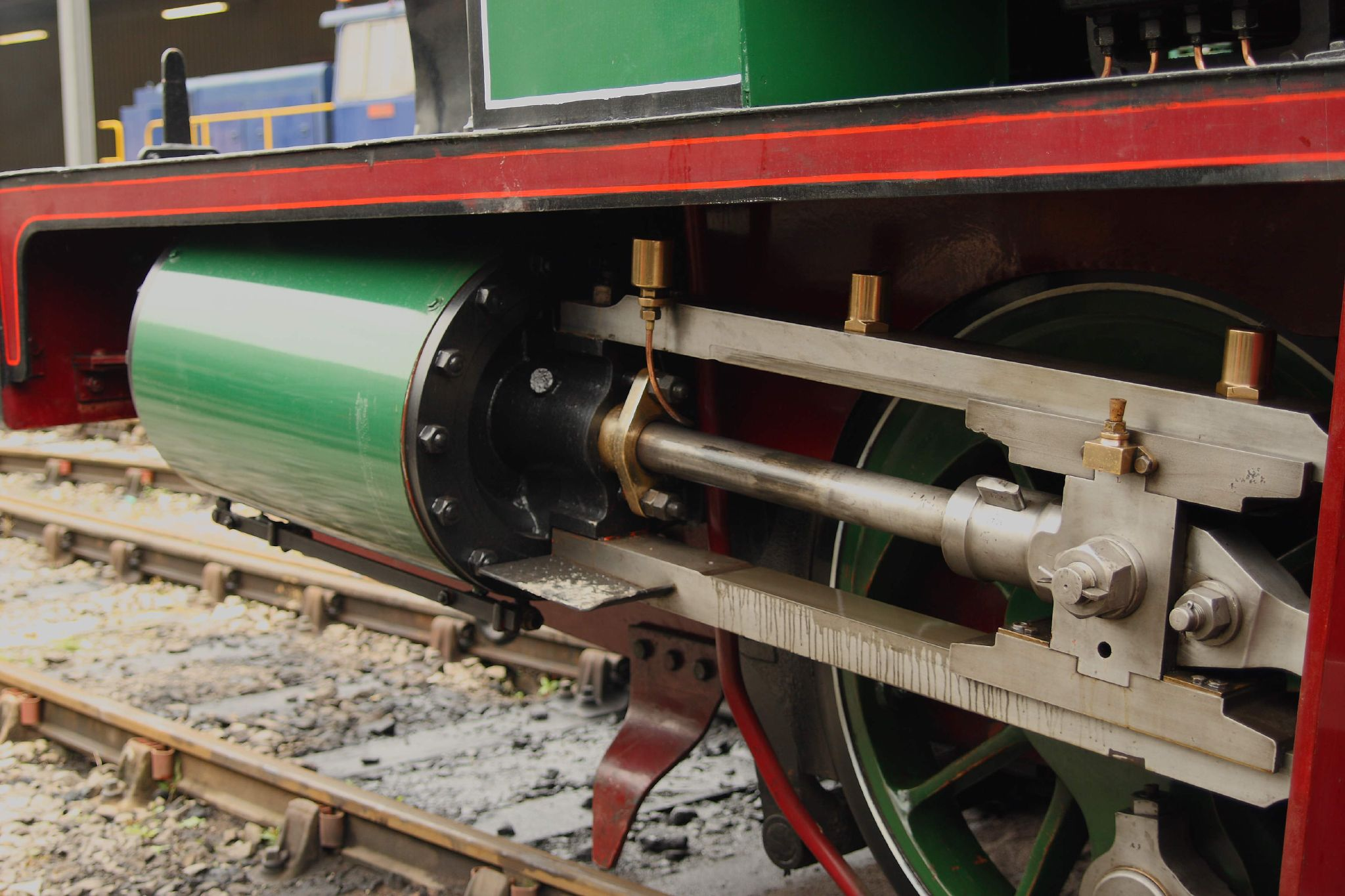

어떤 경우에는, 꼬리 봉도 사용되었다. 이들은 영국에서 드물게 있었지만, 적어도 큰 기관차는 유럽에서 비교적 흔했다.

## 디젤 기관

내연 기관 (피스톤)은 증기 기관보다 더 높은 속도로 작동한다. 따라서 이들은 왕복 질량 감소로부터 피스톤과 연결봉 사이의 짧고 단단한 결합 혜택을 받는다. 이러한 피스톤 로드를 사용했더라도 두번 작용하는 엔진은 매우 드물다. 중간 및 고속 디젤 기관은 더 빠른 속도로 작동하고 매우 가벼워진 간선 피스톤을 사용한다.

## 같이 보기
- 증기 기관차